# Невілл Ранасурія
Невілл Ранасурія (Neville Ranasuriya) (19?? — 2015) — шріланкійський дипломат. Надзвичайний і Повноважний Посол Шрі-Ланки в Україні за сумісництвом.

## Життєпис
Був головою Федерації роботодавців Цейлону, очолював Інститут управління персоналом, директор ТОВ «Брук Бондс» та MJF Group. Мав 42-річний досвід роботи в торгівлі чаєм та був призначений послом в РФ. Він змінив на цій посаді колишнього міністра посла Укку Банда Вієкона (2003—2004).
У 2004—2006 рр. — Надзвичайний і Повноважний Посол Шрі-Ланки у Грузії за сумісництвом.
У 2005—2006 рр. — Надзвичайний і Повноважний Посол Шрі-Ланки в Україні за сумісництвом. 3 листопада 2005 року — вручив вірчі грамоти Президенту України Вікторові Ющенку